# João Simões Lopes Neto

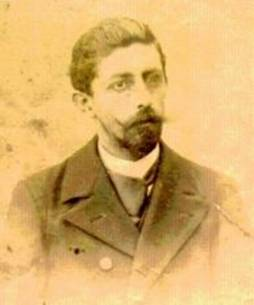
João Simões Lopes Neto

João Simões Lopes Neto (* 9. März 1865 in Pelotas; † 14. Juni 1916 ebenda) war ein brasilianischer Journalist und Schriftsteller. Er gilt als bedeutendster Vertreter der regionalen Literatur von Rio Grande do Sul.

## Leben
Simões Lopes Neto gehörte zur aristokratischen Oberschicht von Pelotas. Geboren wurde er auf der Estância seines Großvaters João Simões Lopes Filho, dem Visconde da Graça. Bis 1876 lebte er auf dessen Landsitz außerhalb der Stadt. Seine Bildung war zunächst autodidaktisch, 1878 ging er nach Rio de Janeiro, um das dortige Colégio Abílio zu besuchen. Anschließend soll er drei Jahre lang Medizin studiert haben. Dokumente, die das belegen, fehlen jedoch. Als er nach Rio Grande do Sul zurückkehrte, ließ er sich dauerhaft in seiner Heimatstadt Pelotas nieder, damals ein prosperierendes Wirtschaftszentrum, vor allem durch die über 50 Charqueadas (Dörrfleischfabriken), denen die Stadt ihren Reichtum verdankte. Am 5. Mai 1892 heiratete er die 19-jährige Francisca de Paula Meireles Leite, genannt „Dona Velha“. Da die Ehe kinderlos blieb, adoptierten sie ein Mädchen, die 1896 geborene Fermina de Oliveira Lopes. In Pelotas übte er zahlreiche berufliche Tätigkeiten aus und versuchte sich in einigen Projekten, die jedoch alle scheiterten. Er gründete eine Glashütte, eine Schnapsbrennerei, eine Zigarettenfabrik, eine Kaffeerösterei, schließlich noch ein Bergbauunternehmen, dann arbeitete er zehn Jahre in der Alfândega (Hafenzoll), zeitweilig war er auch Notar, Sekretär des Stadtrats, Lehrer an einer Schule, des Weiteren Rechtsanwalt sowie Offizier der Nationalgarde. Als Journalist schrieb er für die Zeitung A Opinião Pública und leitete die Zeitung O Correio Mercantil. Er starb 51-jährig an einem aufgebrochenen Magengeschwür.

## Wirkung
Simões Lopes Neto war ein guter Kenner der regionalen Gaúcho-Kultur Rio Grande do Suls. Obwohl er nur ein schmales literarisches Werk publiziert hat, zu Lebzeiten erschienen nicht mehr als drei Bücher von ihm, hat er mit seiner Prosa entscheidend zur Identitätsbildung dieser Region beigetragen. Seine Erzählungen und Legenden wurden später im Buch Contos Gauchescos e Lendas do Sul (1926) versammelt. Auch als Theaterautor ist er in Erscheinung getreten. Sein Theaterstück O Boato wurde mehrmals im Teatro Sete de Abril in Pelotas aufgeführt, sein größter Erfolg war die 1896 verfasste Operette Os Bacharéis, die in Pelotas bis 1914 dreißigmal aufgeführt wurde. Daneben schrieb er zahlreiche weitere Komödien und Dramen, die aber weder aufgeführt noch gedruckt wurden. Sie sind nur als Manuskripte überliefert. Heute sind seine Werke weltweit bekannt, mit Übersetzungen ins Japanische, Italienische, Spanische und Englische.

## Gedenkstätten

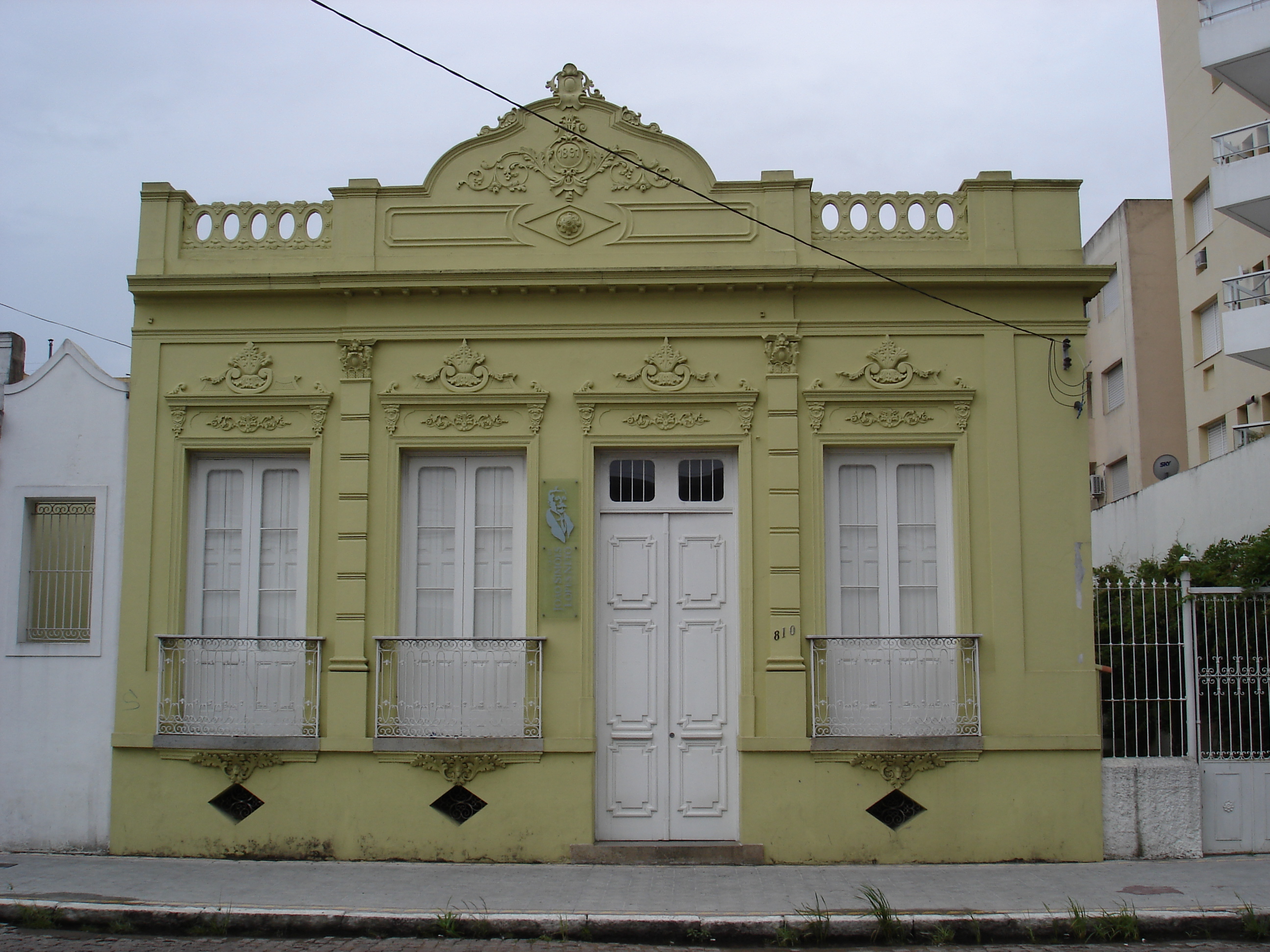
Instituto Simões Lopes Neto in Pelotas

Das Haus, das Simões Lopes Neto 1897–1907 in Pelotas bewohnte, wurde 1999 unter Denkmalschutz gestellt. Er verfasste dort die Erzählungen A cidade de Pelotas und Negrinho do pastoreio, sowie sieben Theaterstücke, größtenteils Komödien: O palhaço (1900), das einzige Drama, des Weiteren Fifina (1900), Jojô e Jajá e não Ioiô e Iaiá (1901), Querubim trovão (1901), Amores e facadas (1901), O maior credor (1901) und Por causa das bichas (1903). Im Jahr 2005 wurde in dem Gebäude das Instituto Simões Lopes Neto eingerichtet, das eine Forschungsstelle, Bibliothek, Museum und ein Auditorium umfasst. Der Geburtsort von Simões Lopes Neto, die Estância da Graça mit ihrem im Jahr 1800 errichteten Herrenhaus, befindet sich am linken Ufer des Arroio Pelotas, 29 km vom Stadtzentrum entfernt. Das Solar Visconde da Graça in der Rua Gomes Carneiro war das Stadthaus des Großvaters João Simões Lopes Filho. Seit 1936 dient es als Tagesstätte für Kinder sozial schwacher Eltern. Das an der Avenida Brasil gelegene Castelo Simões Lopes wurde 1922 von Dr. Augusto Simões Lopes, Onkel des Schriftstellers, erbaut. Später war das Gebäude Sitz des Instituto Histórico e Geográfico de Pelotas, der Academia Sul-Brasileira de Letras und des Centro Literário Pelotense. Heute, nachdem es zeitweise von Hausbesetzern verwüstet wurde, steht es leer.

## Werke

### Buchausgaben
- Cancioneiro Guasca, Pelotas 1910.
- Contos Gauchescos, Pelotas 1912.
- Lendas do sul, Pelotas 1913.
- Contos Gauchescos e Lendas do Sul, Porto Alegre 1926.
- Casos do Romualdo, Porto Alegre 1952.
- Terra Gaúcha, Porto Alegre 1955.

### Manuskripte
- O Boato. Revista cômico-burlesca (1894)
- Mixórdia. Revista cômico-burlesca (1894/95)
- Os Bacharéis, Opereta em 3 atos (1896)
- A Viúva Pitorra. Comédia em 1 ato (1898)
- A Fifina. Comédia em 1 ato (1899)
- Amôres e Facadas. Comédia (1901)
- Jojô e Jajâ e Não Ioiô e Iaiá (1901)
- O Maior Credor. Burleta (1914)
- Sapato de Bebê (1915)
- Por Causa das Bichas. Comédia (s.d.)
- Coió Júnior (s.d.)
- O Bicho. Comédia (s.d.)
- Nossos Filhos. Drama (s.d.)
- Valsa branca (s.d.)
- Educação cívica. Conferência (s.d.)
- Pedras. Conferência (s.d.)